# Kisasszond
Kisasszond is een plaats (község) en gemeente in het Hongaarse comitaat Somogy.
Kisasszond ligt 11 kilometer van de hoofdstad van Somogy, Kaposvár vandaan. Het heeft drie straten: Rácoczi útca, Csokonai Utca en de Kossuth Lajos útca. Het dorpje heeft 180 inwoners (2011). Kisasszond ligt te midden van bossen.